# Ménil-sur-Belvitte
Ménil-sur-Belvitte település Franciaországban, Vosges megyében. Lakosainak száma 289 fő (2022. január 1.). Ménil-sur-Belvitte Anglemont, Brû, Nossoncourt, Sainte-Barbe és Saint-Benoît-la-Chipotte községekkel határos.

## Népesség
A település népességének változása:
| Lakosok száma | 312  | 308  | 294  | 298  | 294  | 292  | 291  | 289  |
|               | 2013 | 2015 | 2017 | 2018 | 2019 | 2020 | 2021 | 2022 |